# Bala (Walia)
Bala (wal. Y Bala) – miasto w północnej Walii (Wielka Brytania), w hrabstwie Gwynedd, historycznie w Merionethshire. Położone jest na północnym krańcu jeziora Bala (Llyn Tegid), 17 mil (27 km) na północny wschód od Dolgellau. W 2011 roku liczyło 1974 mieszkańców.